# Hermann von Hohenzollern-Hechingen
Hermann Friedrich Meinrad Joseph Johann Nepomuk Antonius von Padua Spiridion Kamillus Fidelis Xaverus Johannes von Hohenzollern-Hechingen (* 2. Juli 1777 in Troppau; † 7. November 1827 in Braunsberg) war ein preußischer Generalmajor.

## Leben

### Herkunft
Hermann war ein Prinz des katholischen Hauses Hohenzollern-Hechingen. Seine Eltern waren der k. k. Feldmarschallleutnant Friedrich Anton von Hohenzollern-Hechingen (1726–1812) und Ernestine-Josepha (1753–1825), Tochter des Präsidenten des kaiserlichen Gerichtshofes in Österreichisch-Schlesien, Felix Erdmann Graf Sobeck von Kornitz. Hermanns älterer Bruder Joseph von Hohenzollern-Hechingen (1776–1836) war Fürstbischof im Ermland.

### Militärkarriere
Hohenzollern-Hechingen besuchte 1790 die École Militaire und begann seine Laufbahn als Sekondeleutnant beim Füsilierbataillon „von Stutterheim“ (Nr. 21) in der 2. Ostpreußischen Füsilierbrigade. Nachdem er 1805 zum Premierleutnant avanciert war, nahm er am Vierten Koalitionskrieg, insbesondere der Schlacht bei Preußisch Eylau, wo er verwundet wurde und den Gefechten bei Schippenbeil und Königsberg teil. Noch im Jahr 1806 erhielt er seine Beförderung zum Stabskapitän. Im Jahr 1807 wurde er erst mit dem Orden Pour le Mérite ausgezeichnet und stieg dann weiter auf zum Kapitän. Gleichzeitig mit dieser Beförderung wurde er zur Dienstleitung im Generalstab bei General L’Estocq delegiert. Er avancierte 1808 zum Major und wurde 1809 Generalstabsoffizier bei der Ostpreußischen Brigade. Auf eigenen Wunsch wurde er 1811 zur Dienstleitung zum 2. Ostpreußischen Infanterieregiment kommandiert, wo er im selben Jahr als Kompaniechef Verwendung fand. 1813 wechselte er in den Generalstab des Korps Bülow.
Er nahm in den Befreiungskriege an den Schlachten bei Groß Beeren (Eisernes Kreuz II. Klasse), Dennewitz, Leipzig, Laon, den Gefechten bei Möckern und Hoogstraeten sowie der Belagerung von Soissons teil. 1813 erhielt er nach seiner Beförderung zum Oberstleutnant das Ritterkreuz des schwedischen Schwertorden, 1814 den badischen Hausorden der Treue, den bayerischen Militär-Max-Joseph-Orden und das Ritterkreuz des österreichischen Leopold-Ordens einschließlich der preußischen Erlaubnis diese Orden zu tragen. Ebenfalls im Jahr 1814 avancierte er zum Oberst und reiste zum Wiener Kongress. Er war dann 1815 Kommandeur der 23. Brigade im VI. Armee-Korps und Inspekteur der Landwehr im Bezirk Danzig. 1820 wurde er Kommandeur der 2. Landwehrbrigade. Ihm wurde 1821 die Erlaubnis zum Tragen des französischen Ludwigskreuzes gewährt. Schlussendlich hat er 1825 den Roten Adlerorden III. Klasse und das Dienstkreuz erhalten.

### Familie

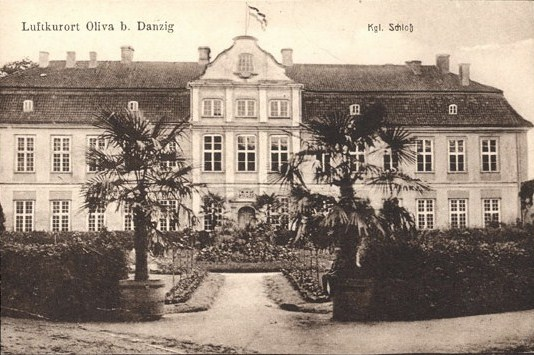
Schloss Oliva (1900)

Unter Beugung des Hausgesetzes ehelichte er zur rechten Hand 1805 in Oliva Karoline von Weiher aus dem Hause Groß Boschpol (1779–1860), Tochter des preußischen Landrats des Lauenburg-Bütowschen Kreises in Pommern, Ernst Carl Ludwig von Weiher (1751–1814), und dessen erster Ehefrau Dorothea Renata von Weiher-Occalitz.
Wohnsitz der Eheleute und der unverehelicht gebliebenen Tochter, Prinzessin Maria (1808–1888), war Schloss Oliva.